# シリウス (家電メーカー)
株式会社シリウスは、東京都台東区に本社を置く家電ベンチャー企業。代表取締役社長の亀井隆平は元三洋電機出身。

## 概要
水洗いクリーナーヘッド switle、空間清浄システム加湿器、スティッククリーナー、ベッドで寝たまま体を洗えるシャワーの「介護用洗身用具 switle BODY」などを販売する。

## 取材
- “ニッポン家電”再び世界へ ～密着！小さなメーカーの闘い～｜ガイアの夜明け|テレ東BIZ（テレビ東京ビジネスオンデマンド）

## 公式サイト
- 【公式】株式会社シリウス

| スタブアイコン | サブスタブ | この項目は、まだ閲覧者の調べものの参照としては役立たない、企業に関連した書きかけの項目です。この項目を加筆・訂正などしてくださる協力者を求めています（PJ:経済）。 |